# Pontamafrey-Montpascal
Pontamafrey-Montpascal is een plaats en voormalige gemeente in het Franse departement Savoie (regio Auvergne-Rhône-Alpes) en telt 350 inwoners (1999). De gemeente maakt deel uit van het arrondissement Saint-Jean-de-Maurienne. Pontamafrey-Montpascal is op 1 januari 2019 gefuseerd met de gemeenten Le Châtel en Hermillon tot de gemeente La Tour-en-Maurienne. 

## Geografie
De oppervlakte van Pontamafrey-Montpascal bedraagt 11,6 km², de bevolkingsdichtheid is 30,2 inwoners per km². De gemeente ligt in de Maurienne vallei, aan de rechteroever van de Arc. Het dorp Pontamafrey ligt aan de oever van de rivier. Het dorp Montpascal ligt, in een aparte exclave van de gemeente, op een terras op ongeveer 1400 meter hoogte. Langs de D77b, de kronkelweg omhoog die beide dorpen verbindt, liggen nog meer kleine woonkernen en wordt ook de gemeente Montvernier doorkruist, bekend van de haarspeldbochten in de weg, de Lacets de Montvernier.

## Historie
Montpascal is een dorp met een lange historie. In 1568 telde het al 249 inwoners, 340 in 1630, en 420 in 1852. Daarna begon de emigratie. In 1878 waren er 360 inwoners. Toen waren er ook een zestigtal winter-emigranten, die de winter elders doorbrachten om te werken. Zodoende daalde het inwonertal nog verder.
De onderstaande kaart toont de ligging van Pontamafrey-Montpascal met de belangrijkste infrastructuur en aangrenzende gemeenten.

## Demografie
Onderstaande figuur toont het verloop van het inwonertal (bron: INSEE-tellingen).

## Afbeeldingen

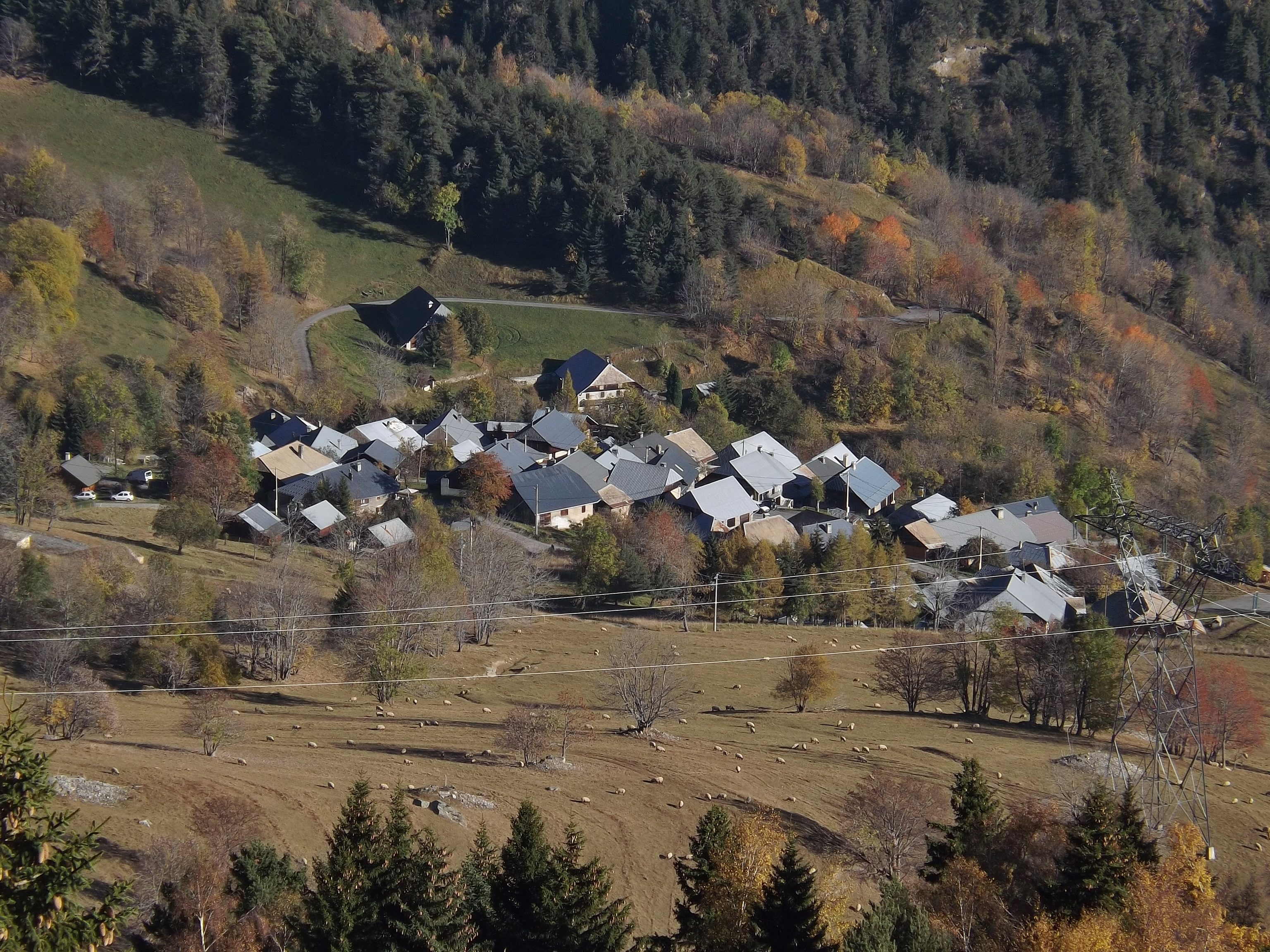
Gezicht op Montpascal
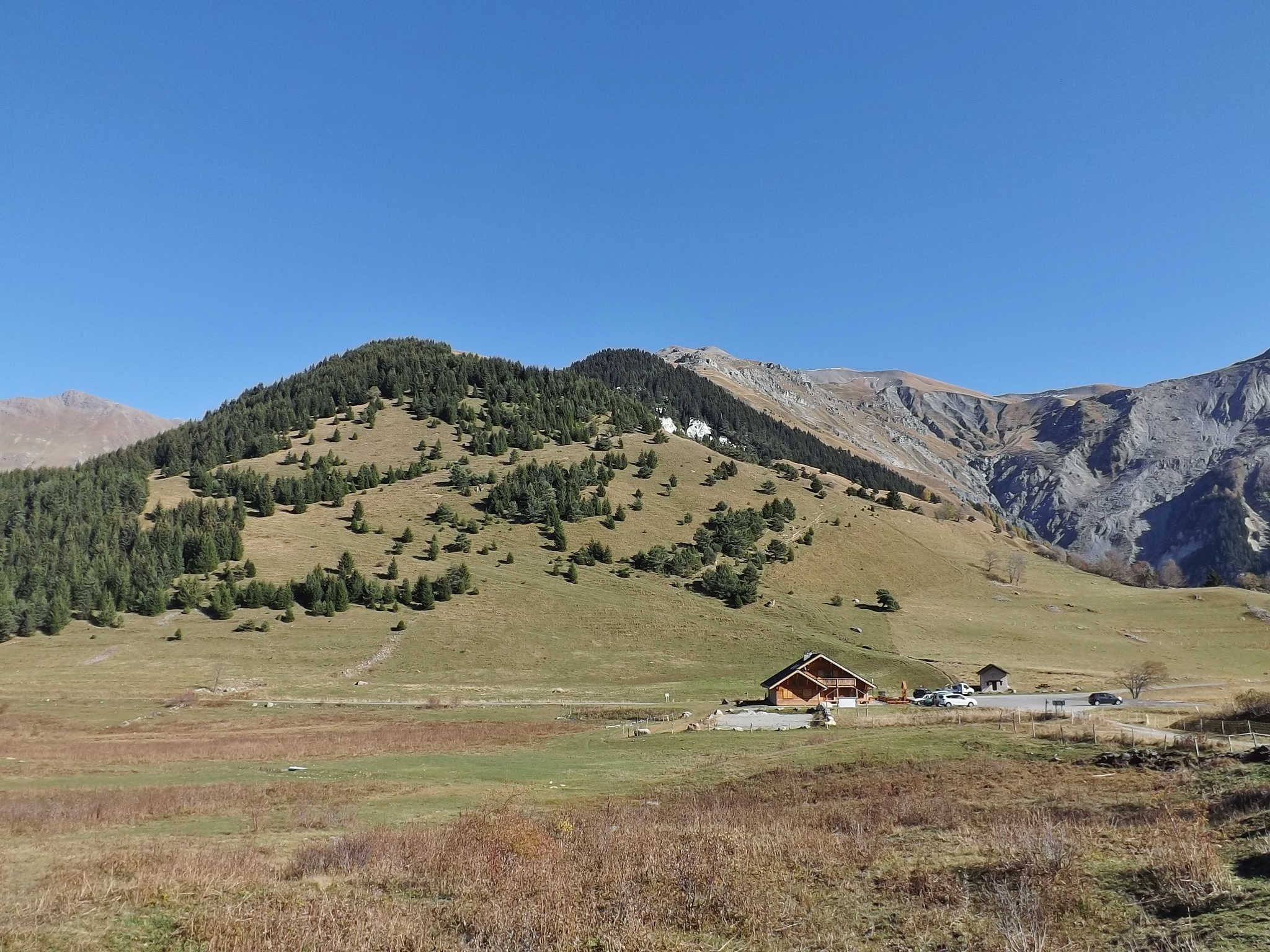
Col du Chaussy
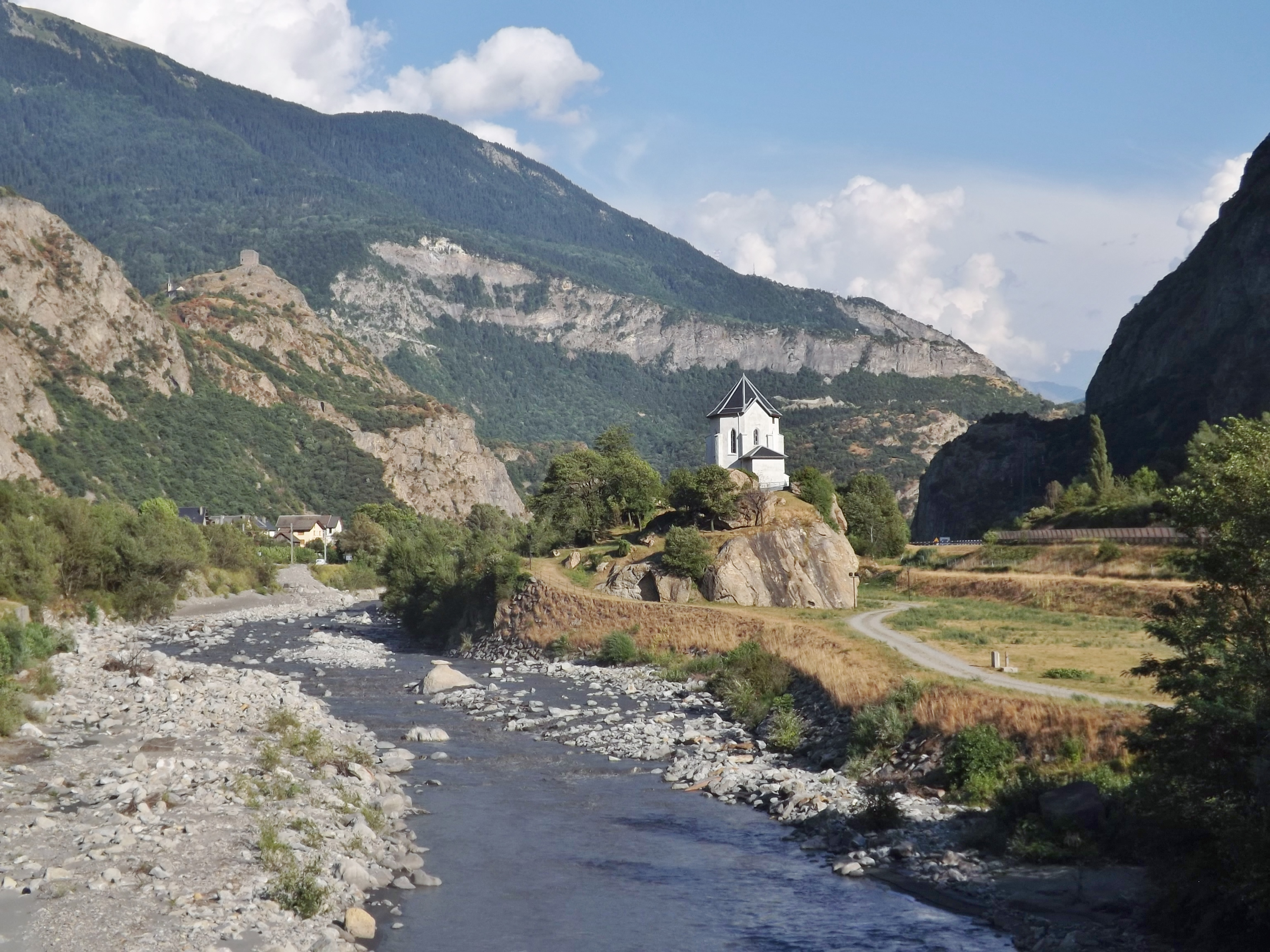
Arc en Chapelle de l'Immaculée Conception
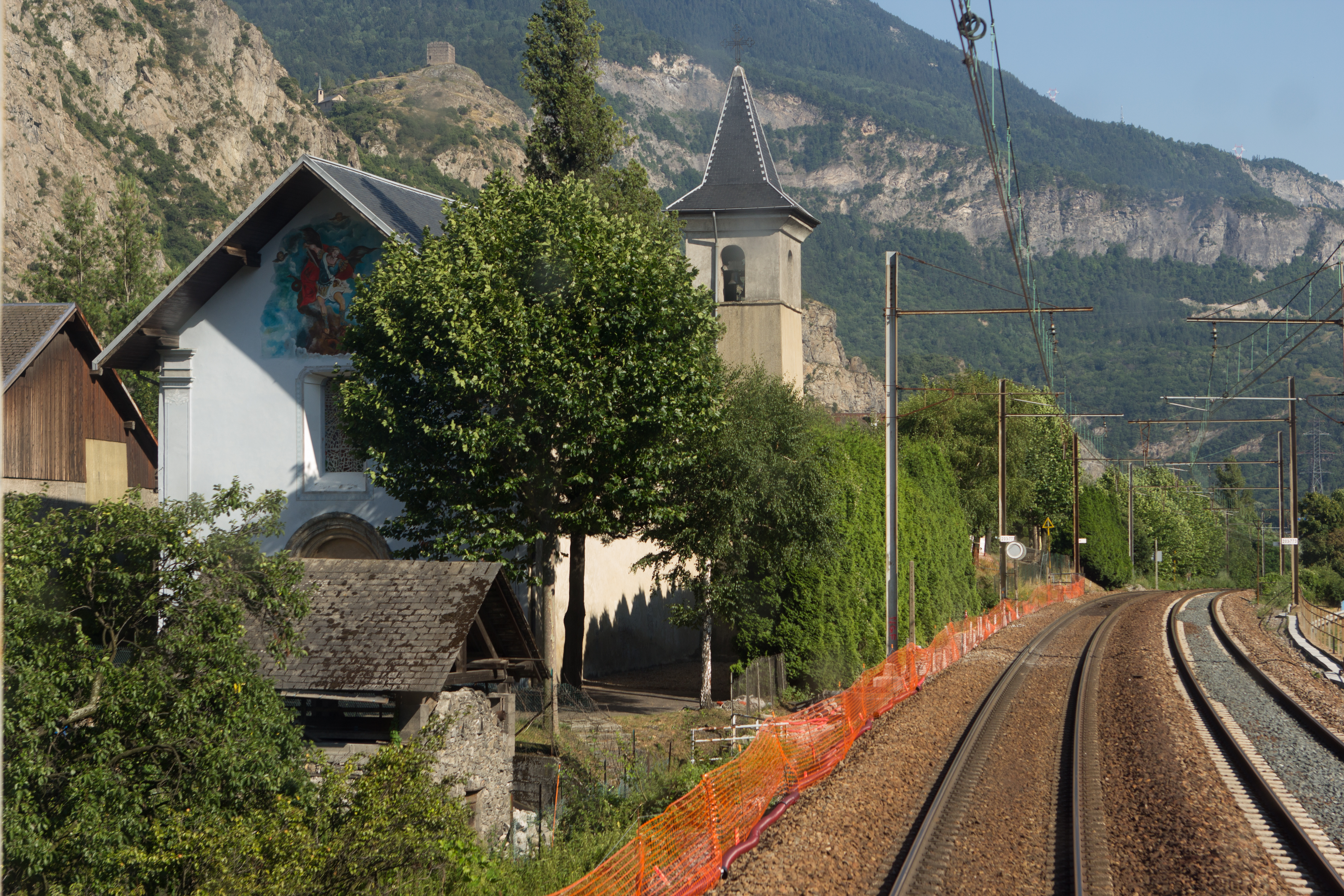
Spoorlijn Culoz-Modane bij Pontamafrey